# Ernő Szabó
Dans le nom hongrois Szabó Ernő, le nom de famille précède le prénom, mais cet article utilise l’ordre habituel en français Ernő Szabó, où le prénom précède le nom.
Ernő Szabó, né le 30 juin 1900, était un acteur hongrois né à Kassa, Empire austro-hongrois, aujourd'hui Košice, Slovaquie, et mort à Budapest en République populaire de Hongrie le 10 novembre 1966.

## Biographie
Il enseigna à l'Université des arts de Târgu Mureș.

## Filmographie
- 1956 : Le Professeur Hannibal

## Galerie

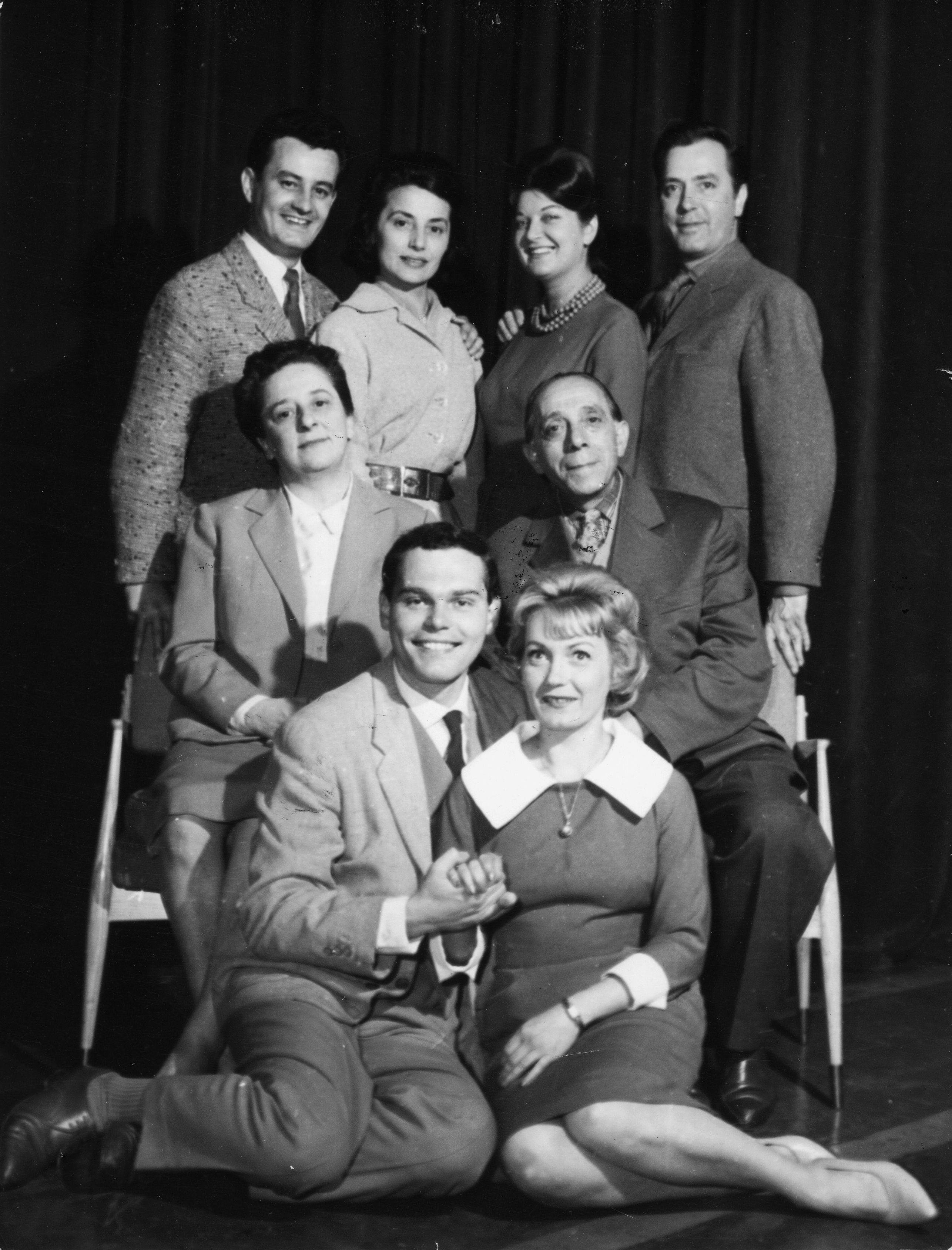
Ernő Szabó avec Garics János (hu), Irén Sütő (de), Erzsi Balogh (eo), Gyula Benkő, Hilda Gobbi et Vörösmarty Lili (hu)